# Discopuce
Discopuce est un programme musical diffusé dans le cadre de l'émission jeunesse Récré A2 du 10 septembre 1981 au 17 avril 1985 sur Antenne 2. Il a été rediffusé dans Récré A2 puis à partir de 1989 sous le titre Le Jardin des chansons dans l'émission Club Dorothée sur TF1.

## Historique
Cette émission était proposée par Ariane Gil, réalisée par Robert Réa et produite par AB Productions. 
Au départ, l'émission était consacrée à des chanteurs pour enfants, comme Henri Dès, peu connu du grand public à l'époque. Puis, dès l'été 1981, sous l'impulsion de Jean-Luc Azoulay afin de lancer la carrière de Dorothée en tant que chanteuse, apparaît la séquence "Discopuce".
Dans des décors dessinés par Lionel Gédébé (le fils d'Ariane Gil), l'équipe d'animateurs de Récré A2 baptisée les "Récréamis" entoure l'animatrice vedette pour interpréter toutes les chansons traditionnelles françaises regroupées sur de nombreuses compilations publiées en Livre-45 tours et en 33 tours, intitulées Le Jardin des chansons.
Les 122 chansons, réparties en 62 épisodes d'une durée approximative de 6-7 min se composent de deux chansons (ou une lorsque celle-ci est longue) entrecoupées d'une intervention d'un récréamie sur l'origine de la chanson en question. Les chansons sont pour la plupart tirées du répertoire des chansons classiques françaises (À la claire fontaine, Alouette, Meunier tu dors...) mais également du répertoire américain (Glory Halleluia, Le vieux McDonald...).
Parmi les interprètes, on retrouve : Dorothée, Zabou Breitman, Ariane Carletti, Isabelle Arrignon, Pierre Jacquemont, Alain Chaufour, Jean-Jacques Chardeau, Jacky, Marie Dauphin, Véronique Bodoin, Bernard Marsan. 
En 1989, AB production rachète les clips Discopuces à l'INA, afin de les diffuser sous le titre Le Jardin des chansons dans le Club Dorothée, et commercialiser le tout en 45 tours, CD, et VHS. Aucune référence à l'émission Récré A2 ne sera conservée.
Depuis 2019, les clips vidéos du Jardin des chansons sont diffusés sur la chaîne YouTube Génération Club Do, gérée par Mediawan Thematics propriétaire des archives d'AB production.

## Episodes

### Saison 1 (1981)[5]
| Num | Chansons                                                        | Appellation               | Date de diffusion       |
| 01  | Compère Guilleri / Alouette                                     | Dorothée et les Récréamis | jeudi 10 septembre 1981 |
| 02  | Le Bon Roi Dagobert / Bébé lune                                 | Zabou et les Récréamis    | jeudi 17 septembre 1981 |
| 03  | Mon âne / Nous n'irons plus au bois                             | Ariane et les Récréamis   | jeudi 24 septembre 1981 |
| 04  | Meunier tu dors / Il court, il court, le furet                  | Isabelle et les Récréamis | jeudi 01 octobre 1981   |
| 05  | À la claire fontaine / À la volette                             | Dorothée et les Récréamis | jeudi 08 octobre 1981   |
| 06  | Trois jeunes tambours / C'est la mère Michel                    | Alain et les Récréamis    | jeudi 15 octobre 1981   |
| 07  | Le 31 du mois d'août / Auprès de ma blonde                      | Pierre et les Récréamis   | jeudi 22 octobre 1981   |
| 08  | Jean de la Lune / Dame Tartine                                  | Zabou et les Récréamis    | jeudi 29 octobre 1981   |
| 09  | Le coucou / Se canta, qu'il chante                              | Dorothée et les Récréamis | jeudi 05 novembre 1981  |
| 10  | En passant par la Lorraine / Sur le pont d'Avignon              | Isabelle et les Récréamis | jeudi 12 novembre 1981  |
| 11  | Ah ! Les crocodiles / Cadet Rousselle                           | Ariane et les Récréamis   | jeudi 19 novembre 1981  |
| 12  | Ah ! Dis-moi donc, bergère / Promenons nous dans les bois       | Pierre et les Récréamis   | jeudi 26 novembre 1981  |
| 13  | Au clair de la lune / La chèvre                                 | Dorothée et les Récréamis | jeudi 03 décembre 1981  |
| 14  | La bonne aventure, oh gai ! / J'ai perdu le do de ma clarinette | Alain et les Récréamis    | jeudi 10 décembre 1981  |

### Chansons de fêtes[6]
| Num | Chansons                                              | Appellation | Date de diffusion         |
| 15  | Noël blanc / Mon beau sapin / Douce nuit, sainte nuit | Dorothée    | mercredi 23 décembre 1981 |
| 16  | Vive le vent / Les rois mages                         | Dorothée    | vendredi 01 janvier 1982  |

### Saison 2 (1982)[7]
| Num | Chansons                                                        | Appellation               | Date de diffusion        |
| 17  | Savez-vous planter les choux ? / V'là l'bon vent                | Dorothée et les Récréamis | mercredi 06 janvier 1982 |
| 18  | Ah ! vous dirai-je, maman / Sur la route de Dijon               | Dorothée et les Récréamis | mercredi 13 janvier 1982 |
| 19  | Hardi les gars, vire au guindeau / Blanc blanc blanc belle rose | Pierre et les Récréamis   | mercredi 17 février 1982 |
| 20  | J'ai du bon tabac / Maman les p'tits bateaux                    | Alain et les Récréamis    | mercredi 10 mars 1982    |
| 21  | Gentil coquelicot / Les petites marionnettes                    | Ariane et les Récréamis   | mercredi 17 mars 1982    |
| 22  | Fais dodo, Colas mon petit frère / Lundi matin                  | Isabelle et les Récréamis | mercredi 24 mars 1982    |
| 23  | Colchiques dans les prés / Plantons la vigne                    | Dorothée et les Récréamis | mercredi 31 mars 1982    |
| 24  | Le petit mari / Sur la route de Louviers                        | Ariane et les Récréamis   | mercredi 14 avril 1982   |
| 25  | Polichinelle / Un jour la troupe campa                          | Ariane et les Récréamis   | mercredi 21 avril 1982   |
| 26  | Aux marches du palais                                           | Dorothée et les Récréamis | mercredi 28 avril 1982   |
| 27  | Fleur d'épine / Il était un petit navire                        | Dorothée et les Récréamis | mercredi 05 mai 1982     |
| 28  | Sur le pont du nord                                             | Dorothée et les Récréamis | mercredi 12 mai 1982     |
| 29  | Frère Jacques / Malbrough s'en va-t-en guerre                   | Dorothée et les Récréamis | mercredi 19 mai 1982     |
| 30  | Ne pleure pas, Jeannette / Biquette                             | Dorothée et les Récréamis | mercredi 26 mai 1982     |
| 31  | La Paimpolaise                                                  | Dorothée et les Récréamis | mercredi 02 juin 1982    |
| 32  | Il pleut, il pleut, bergère / Fanfan la Tulipe                  | Dorothée et les Récréamis | mercredi 09 juin 1982    |

### Saison 3 (1982-1983)[8]
| Num | Chansons                                                      | Appellation               | Date de diffusion          |
| 33  | Mignonne, allons voir si la rose / Voulez-vous venir danser ? | Dorothée et les Récréamis | mercredi 15 septembre 1982 |
| 34  | L'Eau vive / Le petit cordonnier                              | Dorothée et les Récréamis | mercredi 22 septembre 1982 |
| 35  | Le roi a fait battre tambour / Le pied qui remue              | Dorothée et les Récréamis | mercredi 29 septembre 1982 |
| 36  | Avec l'ami bidasse / Youkaïdi                                 | Dorothée et les Récréamis | mercredi 06 octobre 1982   |
| 37  | La Complainte de Mandrin / Pirouette cacahuète                | Dorothée et les Récréamis | mercredi 13 octobre 1982   |
| 38  | Tout va très bien, madame la marquise / Marguerite            | Dorothée et les Récréamis | mercredi 27 octobre 1982   |
| 39  | Il était un petit cordonnier / Voici le mois de mai           | Dorothée et les Récréamis | mercredi 17 novembre 1982  |
| 40  | La complainte du petit cheval blanc / La Grenouille           | Dorothée et les Récréamis | mercredi 24 novembre 1982  |
| 41  | Je voudrais bien m'y marier / Arlequin dans sa boutique       | Dorothée et les Récréamis | mercredi 01 décembre 1982  |
| 42  | Ah ! Que les femmes sont bêtes / Quand j'étais chez mon père  | Dorothée et les Récréamis | mercredi 08 décembre 1982  |
| 43  | Ah ! Mon beau château / Chère Élise                           | Dorothée et les Récréamis | mercredi 05 janvier 1983   |
| 44  | Brave marin / C'est dans la pipe qu'on met le tabac           | Dorothée et les Récréamis | mercredi 12 janvier 1983   |
| 45  | Ô gai, vive la rose / Marie assise sur une pierre             | Dorothée et les Récréamis | mercredi 19 janvier 1983   |
| 46  | Dans les prisons de Nantes / Il était une bergère             | Dorothée et les Récréamis | mercredi 26 janvier 1983   |

### Saison 4 (1984-1985)[9]
| Num | Chansons                                                   | Appellation               | Date de diffusion          |
| 47  | Compagnons de la marjolaine / Chevaliers de la table ronde | Dorothée et les Récréamis | mercredi 12 septembre 1984 |
| 48  | Passe passe passera / Plaisir d'amour                      | Dorothée et les Récréamis | mercredi 19 septembre 1984 |
| 49  | Quand j'étais jeunette / Dix filles dans un pré            | Dorothée et les Récréamis | mercredi 03 octobre 1984   |
| 50  | Oh! Susanna / Le vieux MacDonald                           | Dorothée et les Récréamis | mercredi 10 octobre 1984   |
| 51  | Les filles de La Rochelle / Le Temps des cerises           | Dorothée et les Récréamis | mercredi 17 octobre 1984   |
| 52  | Chantons pour passer le temps / Jean-François de Nantes    | Dorothée et les Récréamis | mercredi 14 novembre 1984  |
| 53  | Le temps du muguet / Le Galérien                           | Dorothée et les Récréamis | mercredi 21 novembre 1984  |
| 54  | Anatole et Manda / I went to the market                    | Dorothée et les Récréamis | mercredi 12 décembre 1984  |
| 55  | Adieu foulard, adieu Madras / Bon voyage Monsieur Dumollet | Dorothée et les Récréamis | mercredi 19 décembre 1984  |
| 56  | Le Vieux Chalet / Dessous le rosier blanc                  | Dorothée et les Récréamis | mercredi 02 janvier 1985   |
| 57  | Petite orange / La bamba                                   | Dorothée et les Récréamis | mercredi 16 janvier 1985   |
| 58  | La légende de Saint-Nicolas / Les anges en nos campagnes   | Dorothée et les Récréamis | mercredi 23 janvier 1985   |
| 59  | Perrine était servante / La polka du roi                   | Dorothée et les Récréamis | mercredi 30 janvier 1985   |
| 60  | Fanchon / À Bordeaux il vient d'arriver                    | Dorothée et les Récréamis | mercredi 20 février 1985   |
| 61  | Les métamorphoses / Anne de Bretagne                       | Dorothée et les Récréamis | mercredi 10 avril 1985     |
| 62  | Clémentine / Glory alleluia                                | Dorothée et les Récréamis | mercredi 17 avril 1985     |